# ソース (小説)
『ソース』はマヒルによる日本の恋愛小説。
2012年に開催されたスターツ出版が運営するWEB小説サイト『Berry's Cafe』の掲載作品を対象とする「オトナ女子が本当に読みたい小説大賞」において大賞を受賞し、加筆修正を経て同年8月6日にスターツ出版より刊行された。『君とソースと僕の恋』（きみとソースとぼくのこい）と改題の上、2017年4月28日にスターツ出版文庫より文庫化されている。
『ソースさんの恋』（ソースさんのこい）と題して2017年6月にNHK BSプレミアムにてミムラの主演によりテレビドラマ化された。

## 書誌情報
- ソース（2012年8月6日、スターツ出版、ISBN 978-4-88381-187-8）
- 君とソースと僕の恋（2017年4月28日、スターツ出版文庫、ISBN 978-4-8137-0247-4）

## テレビドラマ
『ソースさんの恋』（ソースさんのこい）と題して、NHK BSプレミアムにて2017年6月1日から7月20日まで放送された。全8話。主演はミムラ。

### キャスト
主要人物
- 後藤ミカ・ソースさん〈29〉 - ミムラ
- 宇野正直〈19〉 - 千葉雄大（14歳 - 髙橋楓翔）
- 吉田朝子〈36〉 - 岩崎ひろみ
- 白鳥新二〈30〉 - 松田悟志
- 佐々木由紀〈19〉 -  萩原みのり
- 安本文也〈19〉 - 栩原楽人
- 吉田幸作〈36〉 - 阿部進之介
- 今邑直人 - 竹内寿
- 伊集院麗子 - 田原可南子
- 白鳥新一 - 森岡豊
- 店長 - スギちゃん
- 宇野洋子 - ひがし由貴
- 宇野太一 - 大高洋夫

その他
- 立花教授 - 諏訪太朗
- 土方健 - 渋江譲二
- 白鳥院長 - 加門良
- 看護師 - 神納愛子

### スタッフ
- 原作 - 本田晴巳『君とソースと僕の恋』
- 脚本 - 田中ひろみ、神田優
- 音楽 - 吉川慶
- 演出 - 村松弘之
- 制作統括 - 篠原圭（NHK）、佐野奈緒子（大映テレビ）
- 制作・著作 - NHK、大映テレビ

### 放送日程
| 放送回 | 放送日  | サブタイトル           | 脚本       |
| ------ | ------- | ---------------------- | ---------- |
| 第1話  | 6月01日 | 午後8時の女神          | 田中ひろみ |
| 第2話  | 6月08日 | 僕が助けます           | 田中ひろみ |
| 第3話  | 6月15日 | あなたを守りたい       | 田中ひろみ |
| 第4話  | 6月22日 | 彼女がソースを買う理由 | 田中ひろみ |
| 第5話  | 6月29日 | 運命のキス             | 田中ひろみ |
| 第6話  | 7月06日 | 11月の約束             | 神田優     |
| 第7話  | 7月13日 | クリスマスの約束       | 田中ひろみ |
| 最終話 | 7月20日 | 愛の暴走               | 田中ひろみ |